# Morro do Estado
Morro do Estado é um bairro da cidade de Niterói, no estado do Rio de Janeiro, no Brasil. É também a maior favela da cidade. Abriga a filial do Serviço Social do Comércio na cidade, bem como a escola de samba Bafo do Tigre.

## Descrição
Ao lado do morro, situa-se o Morro da Chácara. Traficantes de drogas dos dois morros costumam se confrontar permanentemente. O Morro do Estado e o Morro do Céu, no Caramujo, são as favelas mais temidas da cidade.
Este bairro tem, como vizinhos, o Ingá, o Centro e Icaraí. Este bairro tem como limites a Rua Fagundes Varela, Rua São Sebastião, Rua Eduardo Luis Gomes, Moacir Padilha e a Rua Padre Anchieta.
O Morro do Estado é um prolongamento natural do Centro da cidade. Tornou-se bairro em 1986 pela Lei 4 895 de 8 de novembro de 1986. É uma das maiores favelas da cidade em número de habitantes e em densidade demográfica. É um bairro que caracteriza-se pela forte segregação espacial em relação aos bairros vizinhos.

## História
O Morro do Estado cresceu principalmente no pós-Segunda Guerra Mundial (1939-1945), dentro do processo de urbanização e metropolização da cidade, consequência também do caráter excludente do modelo econômico concentrador de renda acentuado no país, a partir dos anos 1970; da crise habitacional; do alto custo de vida; deficiências do transporte coletivo; do desemprego e das migrações inter e intrarregionais, sobretudo da Região Nordeste do Brasil.

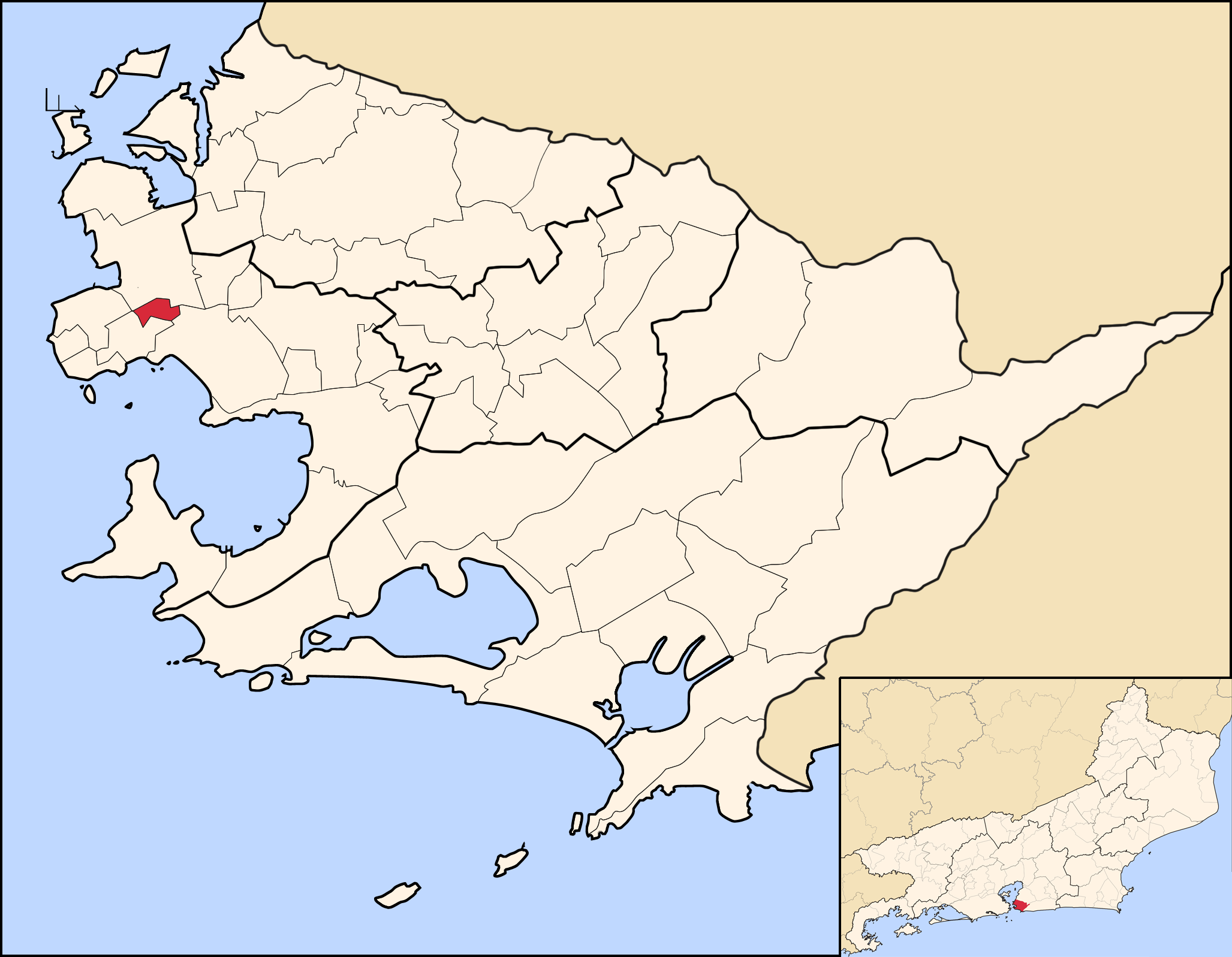
Localização do bairro do Morro do Estado no município de Niterói.

A história da ocupação da área relatada por moradores mais antigos reportam a permissões de uso da terra concedidas pelo poder público ou por proprietários privados. À medida que essa forma de assentamento alternativo foi se cristalizando, os "barracos" de madeira foram substituídos por casas de alvenaria com arquitetura própria (tendo a laje como cobertura e sem revestimento) e espacialmente desordenado. Seu crescimento se manifestou da parte baixa para a parte alta e das bordas para o interior do morro. Atualmente, já encontramos alguns domicílios sob a forma de apartamentos, distinguindo-se do aglomerado subnormal.
Os anos 1970 foram os de maior incremento demográfico, principalmente em virtude da entrada de novos migrantes que procediam do próprio Estado do Rio de Janeiro. Hoje, existe uma divisão social do espaço: os moradores mais antigos, geralmente de procedência nordestina, se concentram principalmente na parte voltada para a Rua Padre Anchieta e arredores, onde os domicílios possuem melhor estrutura, enquanto os mais recentes ocupam as demais áreas.
Existe complexa teia de organização e normas no Morro do Estado responsável pela criação da escola de samba, do bloco carnavalesco, da associação de moradores, do conselho comunitário e de outras formas de agrupamentos sociais.